# Laurence Hansen-Løve
Pour les articles homonymes, voir Hansen-Løve.
Laurence Hansen-Løve, née le 13 novembre 1948 à Paris, est une professeure de philosophie, auteure de plusieurs essais de philosophie morale et politique.

## Biographie
Agrégée de philosophie en 1972, titulaire d'une maîtrise passée sous la direction de Vladimir Jankélévitch en 1969 et d’un Diplôme d'études approfondies (DEA) en 1973, elle a été professeure de philosophie en classes terminales (Lycée Buffon) et en classes préparatoires littéraires et HEC (Lycée Montaigne) et maître de conférences à Sciences po Paris. Elle est actuellement chargée de cours à l'Institut privé de préparation aux études supérieures (IPESUP).  
Elle a dirigé la rédaction de plusieurs manuels scolaires et du "dictionnaire" Philosophie de A à Z., a été directrice de collections chez Hatier et a publié plusieurs livrets d'aide à la préparation du concours d'entrée à l'Institut d'études politiques de Paris (IEP de Paris).  
Ses essais portent  sur la dimension éthique des questions politiques contemporaines. Dans Oublier le bien, nommer le mal (2016), elle soutient qu’on ne peut pas s’accorder universellement sur ce qu’est le bien, mais qu’on peut reconnaître ce qui, dans le réel, contredit des valeurs et des interdits de portée universelle : « nommer le mal » permet d’agir contre lui. Cette réflexion la conduit notamment à traiter de "la recherche d'un monde commun", de l'écologie et spécifiquement de l'écoféminisme sous leur éclairage philosophique.   
Elle anime un blog depuis plusieurs années : www.hansen-love.com. Elle est également auteure sur le site du journal en ligne gratuit écrit par des philosophes, iPhilo.

## Famille
Laurence Hansen-Løve est la fille de l’écrivain Paul Bonnecarrère (1925-1977). Divorcée d’Ole Hansen-Løve, professeur de philosophie comme elle dont elle a gardé le nom, elle est la mère du DJ et écrivain Sven Løve (né en 1973) et de la cinéaste Mia Hansen-Løve (née en 1981). Le film de celle-ci, L'Avenir (2016), interprété par Isabelle Huppert, est une libre évocation de sa mère.

## Ouvrages
- Cours particulier de Philosophie. Questions pour le temps présent, Belin, 2006, réédité en format livre de poche en 2016.
- La Philo en dix leçons, Les éditions du WebPédagogique, 2009.
- Le travail, la culture, éd. Aux-Concours.com, 2014.
- La philosophie comme un roman. De Socrate à Arendt, les philosophes répondent à nos questions, Hermann, 2014, réédité en format livre de poche, Presses de l'Université Laval, 2017.
- La démocratie, l’école, éd. Aux-Concours.com, 2016.
- Oublier le bien, nommer le mal. Une expérience morale paradoxale, Belin, 2016[8].
- L’art. D’Aristote à Sonic Youth, éd. Les contemporaines, 2017.
- Simplement humains. Mieux vaut préserver l'humanité que l'améliorer, éd. de L'Aube, 2019.
- La Violence. Faut-il désespérer de l'humanité?, éd. du Retour, 2020.
- Planète en ébullition. Écologie, féminisme et responsabilité, éd. Écosociété, Québec et Paris, 2022.
- L'Idée écologique et la philosophie, éd. Écosociété, Québec et Paris, 2024.

### Co-auteure
- Philosophie, Hatier, 1989, trois rééditions.
- Une invention du XXe siècle : le crime de lèse-humanité, in Vukovar, Sarajevo… La guerre en ex-Yougoslavie, Éditions Esprit, 1993.
- Article « Le crime contre l’humanité », rubrique « Droit », in Encyclopædia Universalis, 1994.
- La pratique de la philosophie de A à Z, Hatier, 1996, nouvelles éditions revues et corrigées en 2001 et 2004, traduit en roumain, coréen, portugais, espagnol. Nouvelle édition sous le titre La Philosophie de A à Z, Hatier, 2020.
- Anthologie de philosophie, Belin, 2004.
- Avec Thibaut Dubarry : La famille, la mondialisation, éd. Aux-Concours.com, 2014.
- Avec Catfish Tomei : Charlie, l’onde de choc. Une citoyenneté bousculée, un avenir à réinventer, Ovadia, 2015.
- Avec Laurence Devillairs (en codirection): Ce que la philosophie doit aux femmes. L'histoire oubliée de la pensée, des origines à nos jours, Robert Laffont, 2024.

### Presse écrite
- « Le spectacle de la violence et de la mort, un divertissement sans conséquence », in Alternatives non violentes, automne 1999.
- « Comment éviter le ressentiment ? », entretien avec Boris Cyrulnik, in Philosophie magazine, octobre 2016[9].
- « Nommer le mal, c’est oser dire ce qui gêne », interview dans Le Point, 25 novembre 2016[10].

Elle rédige plusieurs tribunes dans Libération et l'Humanité,,,.